# Trådpipklubba
Trådpipklubba (Macrotyphula juncea) är en svampart som först beskrevs av Alb. & Schwein., och fick sitt nu gällande namn av Berthier 1974. Macrotyphula juncea ingår i släktet Macrotyphula och familjen trådklubbor.   Inga underarter finns listade i Catalogue of Life.
I den svenska databasen Dyntaxa används istället namnet Clavariadelphus junceus för samma taxon.  Arten är reproducerande i Sverige.

## Bildgalleri

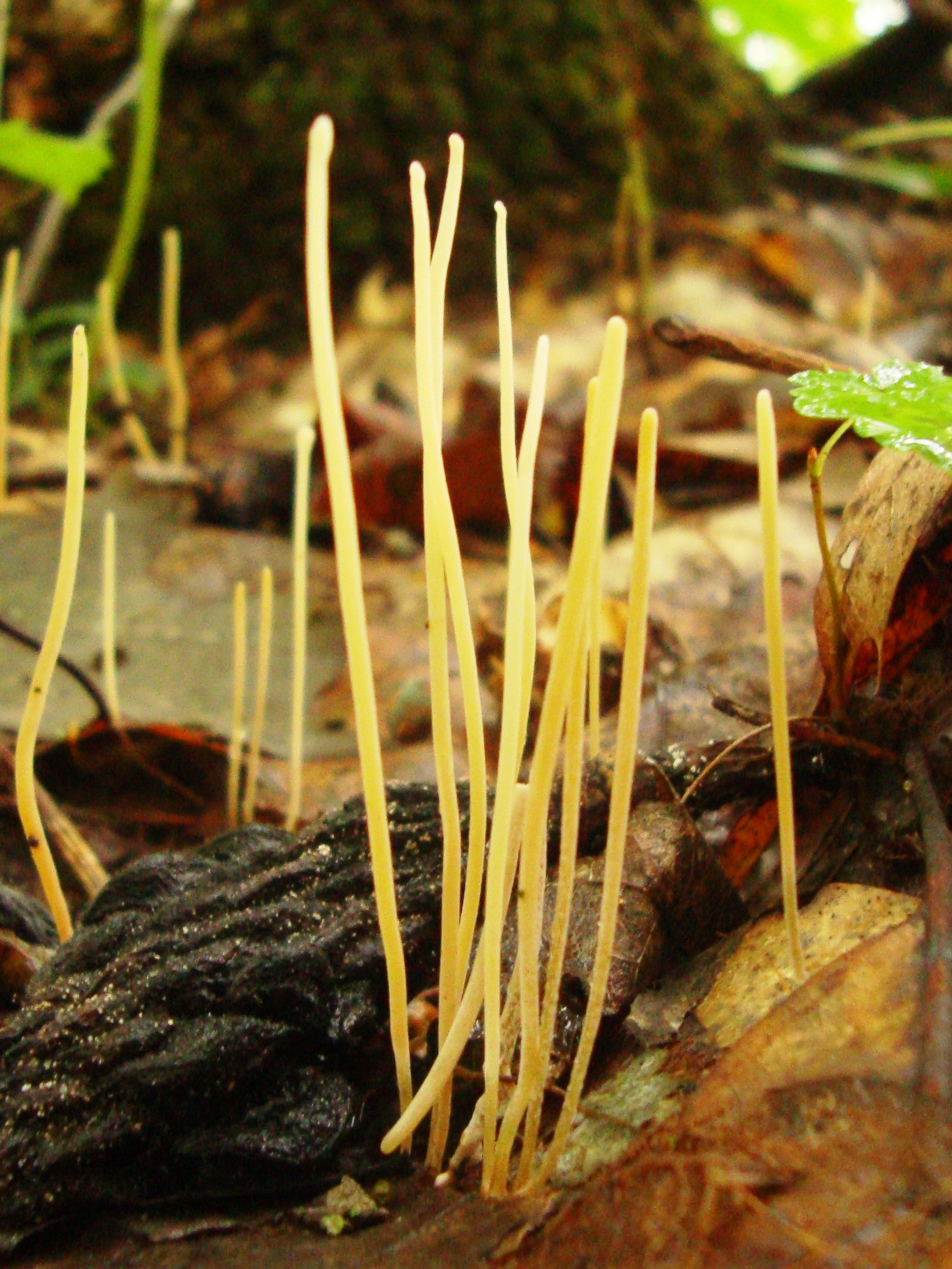